# Julij Szokalski

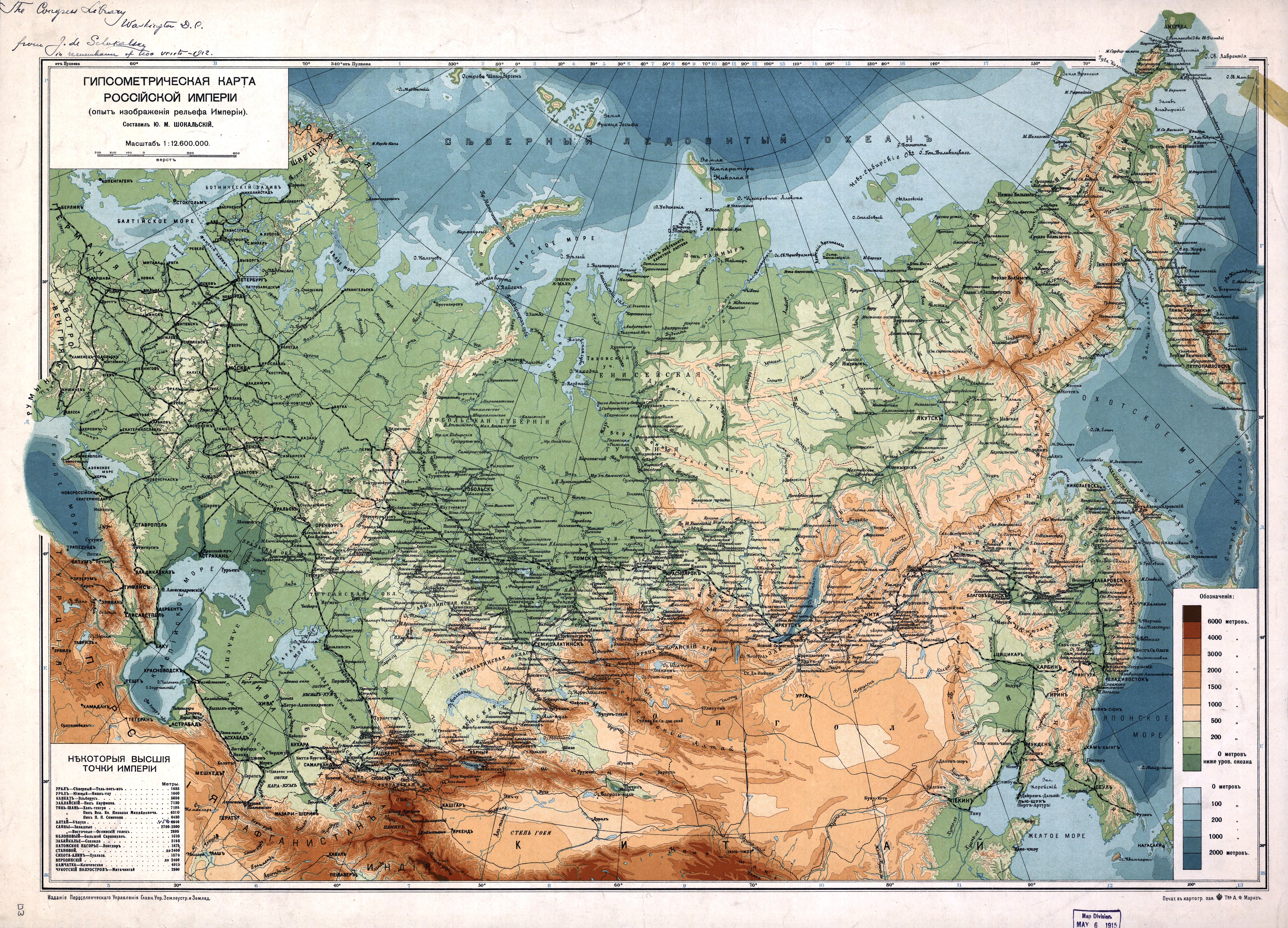
Mapa Imperium Rosyjskiego z 1914 roku autorstwa Juliaja Szokalskiego, który przekazał ją na rzecz Biblioteki Kongresu Stanów Zjednoczonych. W lewym górnym rogu znajduje się jego osobista dedykacja.

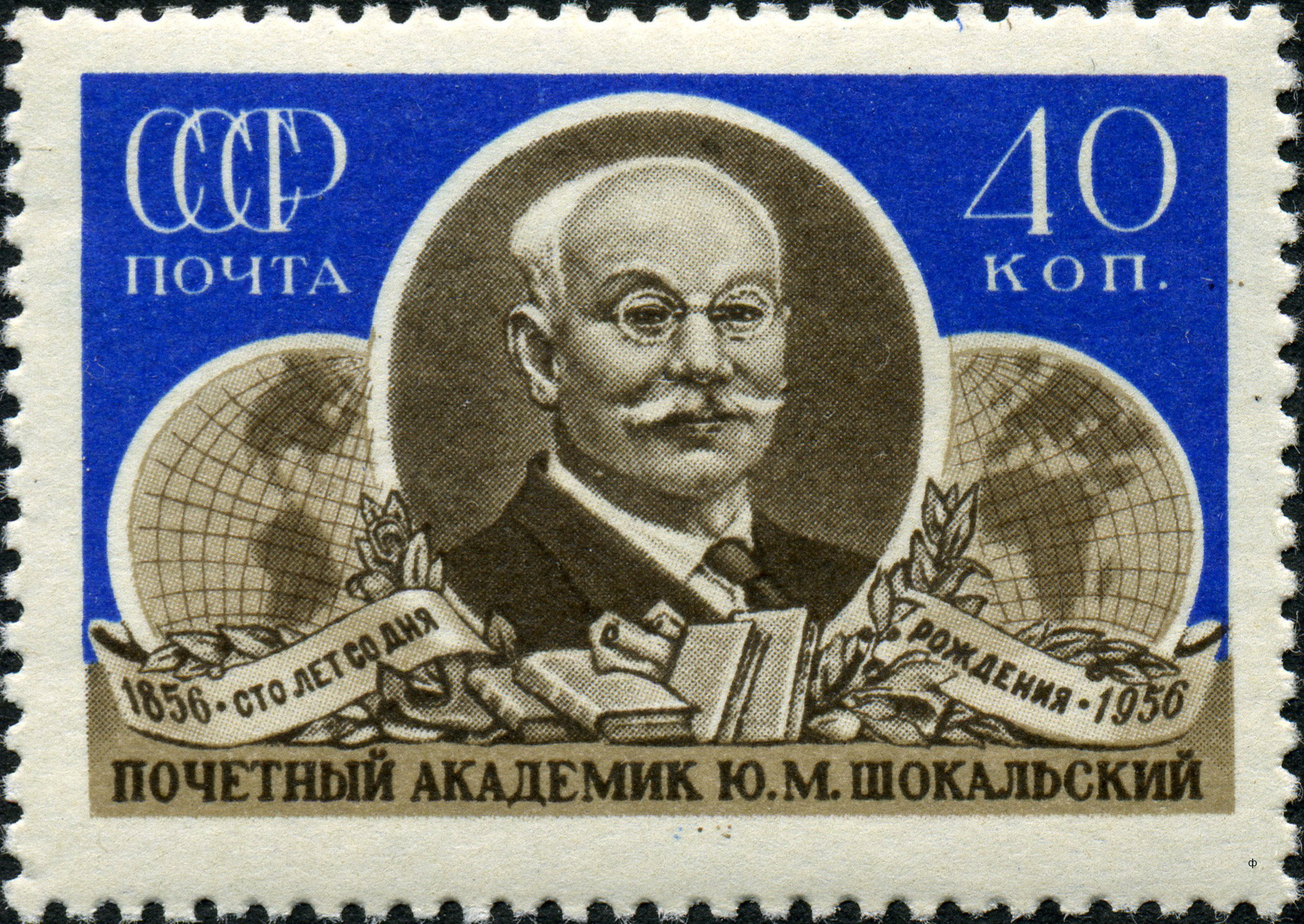
Znaczek pocztowy upamiętniający Julija Szokalskiego, 1956 r.

Julij Michajłowicz Szokalski, ros. Юлий Михайлович Шокальский (ur. 5 października?/17 października 1856 w Sankt Petersburgu, Imperium Rosyjskie, zm. 26 marca 1940 w Leningradzie, ZSRR) – rosyjski geograf, oceanograf i kartograf; doktor nauk geograficznych, honorowy przewodniczący Rosyjskiego Towarzystwa Geograficznego.

## Życiorys
Julij Michajłowicz Szokalski urodził się 17 października 1856 w Sankt Petersburgu jako trzeci syn prawnika Michaiła Osipowicza Szokalskiego i Jekatieriny Jermolejewnej – córki Anny Kern, której Aleksander Puszkin zadedykował jeden ze swoich najsłynniejszych wierszy: Do *** (ros. Я помню чудное мгновенье). Jego starsi bracia wkrótce zmarli. Szybko również stracił ojca, a rodzina przez pewien czas pozostała bez środków do życia. Ciężar wychowania syna spoczął wyłącznie na barkach matki. W związku z ciężką sytuacją finansową jedyną szansą na uwolnienie się z kłopotów materialnych była edukacja, którą zapewniła synowi, mimo problemów finansowych, matka. Początkowo Szokalski uczęszczał do gimnazjum w Petersburgu, a po jego ukończeniu – od 1873 do 1877 kształcił się w Morskim Szlacheckim Korpusie Kadeckim w Kronsztadzie, który ukończył uzyskując podoficerski tytuł gwardzisty morskiego (stopień niżej od midszypmena), który umożliwiał mu dalszą karierę w Marynarce Wojennej Imperium Rosyjskiego. W międzyczasie przez dwa lata służył (odbywał praktykę) w marynarce wojennej, pływając po Bałtyku. Jesienią 1877 roku rozpoczął studia na Wydziale Hydrografii Nikołajawskiej Akademii Morskiej w Sankt Petersburgu (obecnie Wojskowe Centrum Naukowo-Szkoleniowe Marynarki Wojennej "Akademia Marynarki Wojennej im. admirała floty Związku Radzieckiego N.G. Kuzniecowa"). W 1878 roku awansował na midszypmena, a dwa lata później – w 1880 roku ukończył z wyróżnieniem studia. Wysiłek matki i ciężka praca Szkolaskiego nie poszły na marne. Zdobył nie tylko świadectwo ukończenia prestiżowej szkoły wyższej, ale w stopniu bardzo dobrym opanował język francuski i angielski, co w sposób znaczący pomogło mu w dalszej pracy zawodowej i karierze naukowej. Jesienią 1880 roku rozpoczął pierwszą pracę w Centralnym Zakładzie Hydrografii. Wkrótce (w lutym 1881 roku) został przeniesiony do Głównego Obserwatorium Fizycznego, gdzie powierzono mu kierownictwo sekcji meteorologii morskiej. Rozpoczęła się trwająca kilkadziesiąt lat kariera zawodowa Szokalskiego w Marynarce Wojennej Imperium Rosyjskiego, ale także kariera naukowa – młody człowiek miał w końcu czas i pieniądze na poświęcenie się pracy badawczej, która jednocześnie stanowiła jego wielką pasję.
W 1904 roku Szokalski został przyjęty w poczet członków Królewskiego Towarzystwa Geograficznego. Dziesięć lat później (1914) został wiceprzewodniczącym Rosyjskiego Towarzystwa Geograficznego, a w 1917 został przewodniczącym tej organizacji (pełnił tę funkcję do 1931 roku). 
W 1923 roku został członkiem korespondentem, a w 1939 – członkiem honorowym Akademii Nauk ZSRR.
Od 1907 roku Szokalski prowadził w Centralnym Zakładzie Hydrografii studia nad morzami sąsiadującymi z terytorium Rosji, jak również nad wszystkimi oceanami świata. Sformułował wówczas koncepcję „światowego oceanu” (ros. Мировой океан), wskazując, że wszystkie oceany są jedynie częściami składowymi jednej wielkiej całości, jak również zauważając silne powiązania, które występują pomiędzy nieraz bardzo odległymi od siebie masami wody. Wyniki swoich wieloletnich badań podsumował w swojej najważniejszej pracy naukowej pod tytułem: „Oceanografia” (ros. Океанография), która została wydana w 1917 roku. Pozycja ta przyniosła mu duże uznanie w świecie naukowym, została przetłumaczona na wiele języków i doczekała się wielu wydań.

## Dzieła naukowe (wybór)
- Океанография, 1917
- Столетие со времени отправления русской антарктической экспедиции под командой Ф. Беллинсгаузена и М. Лазарева 4 июня 1819 г. из Кронштадта, Изв. Русского географического общества, Изв. Русского географического общества, Т.60. - Вып. 2. - С., 1928
- Физическая океанография, 1938

## Upamiętnienie
Imię Szokalskiego nosi 12 obiektów geograficznych. 
- W dowód uhonorowania jego zasług w 1911 roku francuski żeglarz i badacz obszarów polarnych Jean-Baptiste Charcot nazwał imieniem Szokalskiego cieśninę położoną na Oceanie Arktycznym, oddzielającą wyspę Bolszewik od Wyspy Rewolucji Październikowej oraz łączącą Morze Karskie na zachodzie z Morze Łaptiewów na wschodzie[2].

- Imię Szokalskiego nosi rosyjska wyspa, położona na Morzu Karskim, u wejścia do Zatoki Obskiej, przy północnym krańcu półwyspu Gydańskigo.

- Imieniem rosyjskiego oceanografa nazwano również rosyjski statek badawczy klasy lodowej Akademik Szokalski (ros. Академик Шокальский).